# Ninety Six
Ninety Six é uma cidade  localizada no estado norte-americano de Carolina do Sul, no Condado de Greenwood.

## Demografia
Segundo o censo norte-americano de 2000, a sua população era de 1936 habitantes.
Em 2006, foi estimada uma população de 1922, um decréscimo de 14 (-0.7%).

## Geografia
De acordo com o United States Census Bureau tem uma área de
3,8 km², dos quais 3,8 km² cobertos por terra e 0,0 km² cobertos por água. Ninety Six localiza-se a aproximadamente 154 m acima do nível do mar.

## Localidades na vizinhança
O diagrama seguinte representa as localidades num raio de 20 km ao redor de Ninety Six.